# Hermann Friedmann
Adolph Hermann Friedmann (ur. 11 kwietnia 1873 w Białymstoku, zm. 25 maja 1957 w Heidelbergu w Niemczech) — polski i niemiecki filozof i  prawnik żydowskiego pochodzenia.

## Publikacje
- „Die Welt der Formen” (1925)
- „Wissenschaft und Symbol” (1940)
- „Sinnvolle Odysee” (1950)